# Pancerni (I Rzeczpospolita)

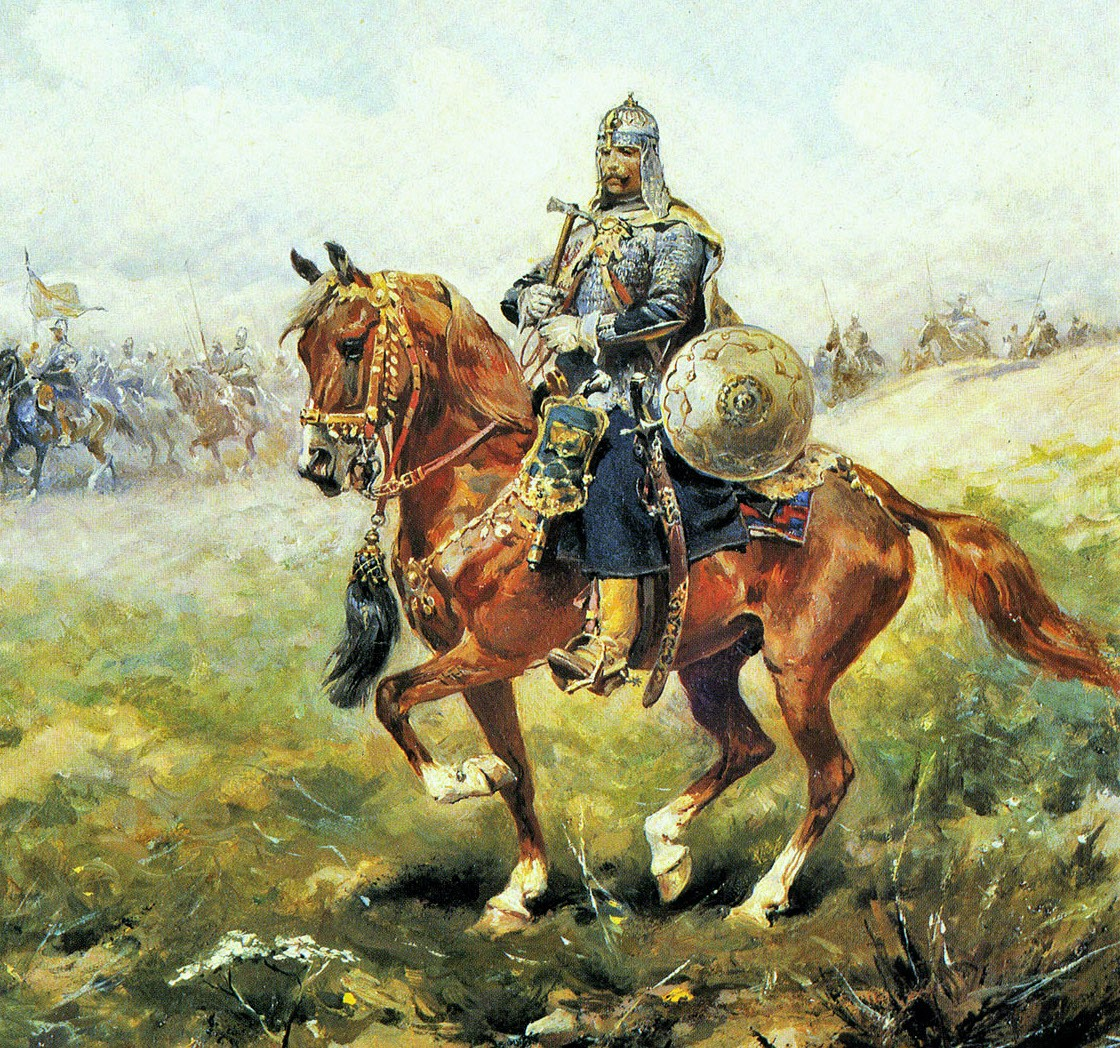
Józef Brandt, Towarzysz pancerny

Pancerni, jazda pancerna – średniozbrojne oddziały jazdy polskiej w Rzeczypospolitej Obojga Narodów od XVII do XVIII wieku.

## Historia
Jazda pancerna wykształciła się z jazdy kozackiej, tzw. kozaków (niemających jednak nic wspólnego z rodzącym się od XIV wieku Kozactwem), którym dodano cięższe uzbrojenie. W Koronie formację tę zwano potocznie czeremisami. Czasem mylona z petyhorcami, jednak posiadająca od nich mniejszy żołd (41zł co kwartał dla jazdy pancernej a 46zł dla petyhorców).
Pancerni używani byli w bitwach do wspierania uderzeń husarii, oskrzydlania, rozbicia lub ostatecznego zniszczenia przełamanego przez husarię frontu przeciwnika.
Od drugiej połowy XVII wieku pancerni stanowili przeważającą większość polskiej jazdy (60-70%). Wykorzystywani byli głównie na kresach, w walce z Tatarami i Kozakami, a podczas Potopu także przeciwko regularnym oddziałom jazdy i piechoty szwedzkiej.
Oficjalnie kozaków przemianowano na jazdę pancerną w 1676, dla odróżnienia od Kozaków, kojarzonych z Powstaniem Chmielnickiego.
Po reformach w 1776 roku zarówno husaria, jak i pancerni zostali przekształceni w oddziały Kawalerii Narodowej.

## Uzbrojenie

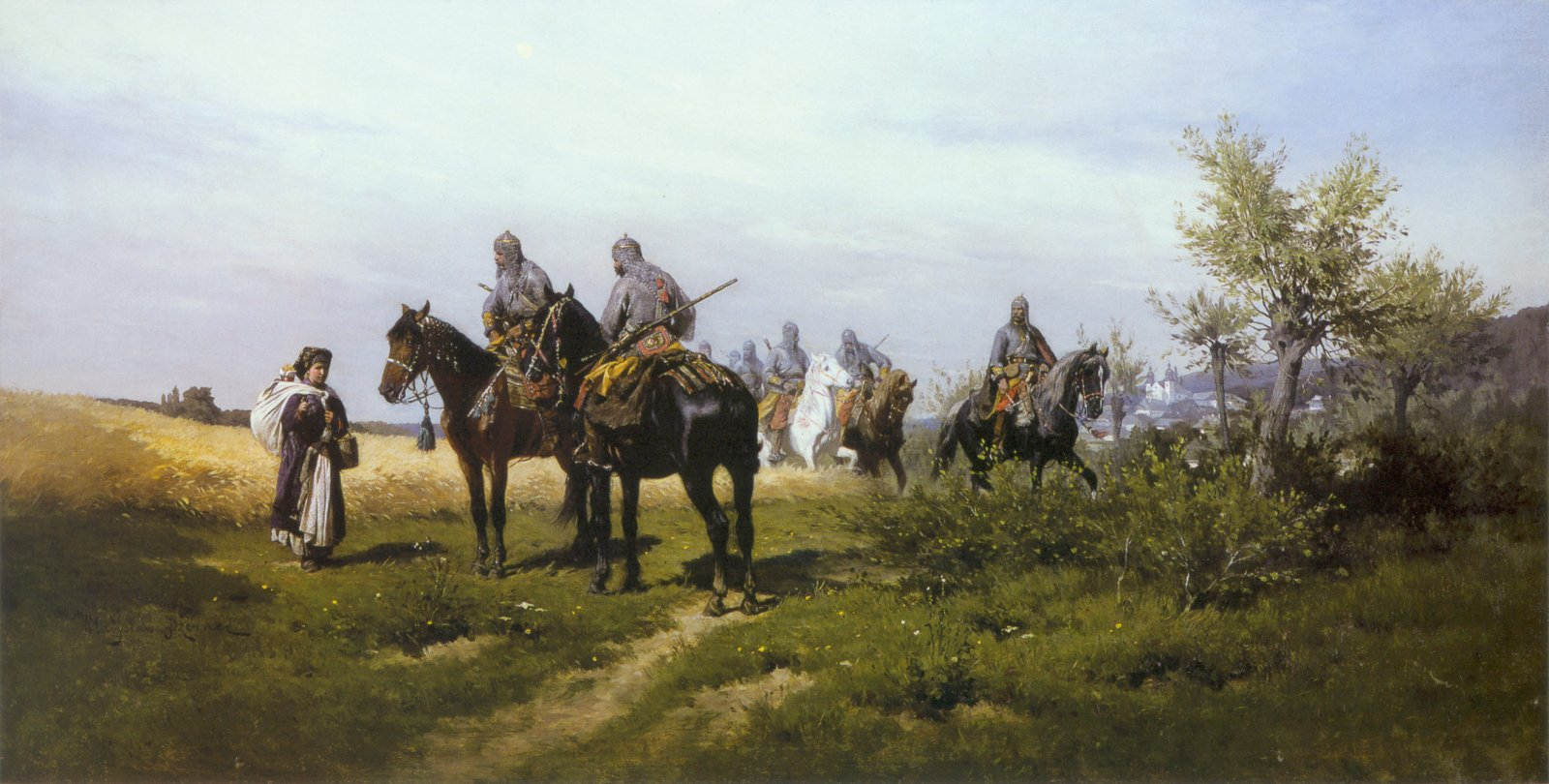
Władysław Szerner, "Przednia straż"

Żołnierze ci chronili się za pomocą kolczug, rzadziej bechter oraz kapturów kolczych i misiurek, a czasem szyszaków. Używali lekkich, okrągłych tarcz kałkanów (pochodzenia mongolsko-tatarskiego). Uzbrojeni byli w szable, łuki refleksyjne, broń palną (pistolety, bandolety, rusznice), a niekiedy czekany oraz broń drzewcową. Obowiązek posiadania kopii wprowadzono w czasach Jana III Sobieskiego. Litewscy petyhorcy zamiast włóczni posiadali dodatkowe wyposażenie w postaci rohatyny (czasami kopii).
W chorągwiach kozackich kolczugi i misiurki nie stanowiły reguły (spora część żołnierzy walczyła po lisowsku, czyli bez uzbrojenia ochronnego), zaś w chorągwiach pancernych posiadali je prawie wszyscy towarzysze.

## Zaciąg i kadra oficerska
Zaciąg do tej formacji był towarzyski i przebiegał analogicznie jak w przypadku husarii. Rotmistrz dostawał od króla lub hetmana list przypowiedni na zaciągnięcie określonej ilości wojska, o odpowiednim wyposażeniu i na określony czas, a on brał do służby wybranych przez siebie towarzyszy. Przybywali oni z pocztem o liczebności zależnej od ich możliwości finansowych. Żołd był dzielony pomiędzy towarzyszy a jego wysokość była uzależniona od wielkości pocztu. Członków pocztu nazywano pocztowymi. Posiadali oni dodatkowy obowiązek ochrony towarzysza. Rotmistrze zazwyczaj wywodzili się z warstwy magnackiej, ponieważ do utrzymania chorągwi często trzeba było dopłacać. Co istotne, uchwała z 1527 r.wymagała szlachectwa tylko od rotmistrzów. Kawalerzysta nie musiał być szlachcicem. Byli oni bezpośrednio zainteresowani znalezieniem najlepszych żołnierzy. Oficerami danej chorągwi byli rotmistrz, porucznik i chorąży. Koszt utrzymania i wyekwipowania jazdy pancernej był niższy niż cięższej jazdy kopijniczej, co owocowało stałą tendencją zwiększania liczby oddziałów tej formacji na niekorzyść husarii. Towarzysze pochodzili przeważnie spośród średniozamożnej szlachty Rusi, Mazowsza i Podlasia.

## Obrazy i ilustracje

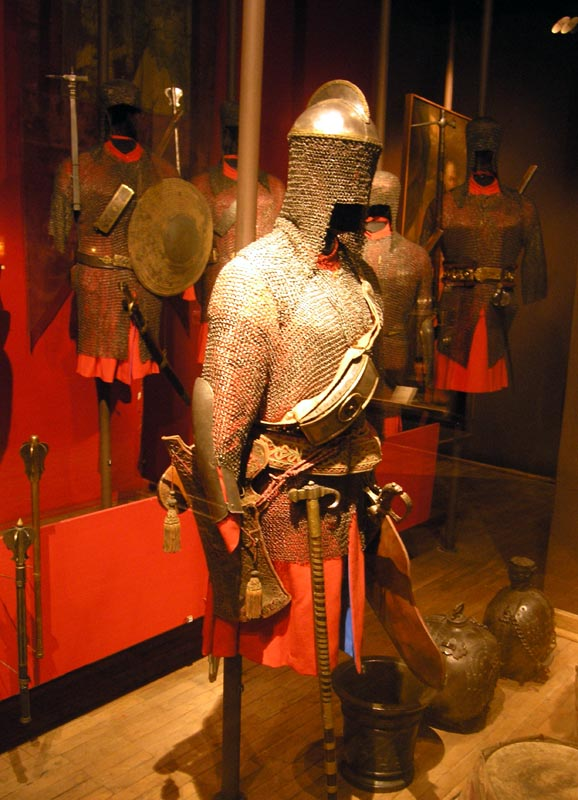
Uzbrojenie pancernego z 2 poł. XVII w.
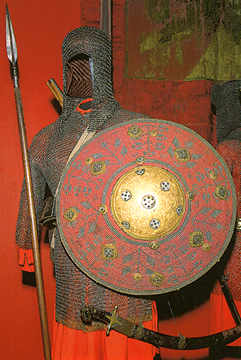
Uzbrojenie pancernego
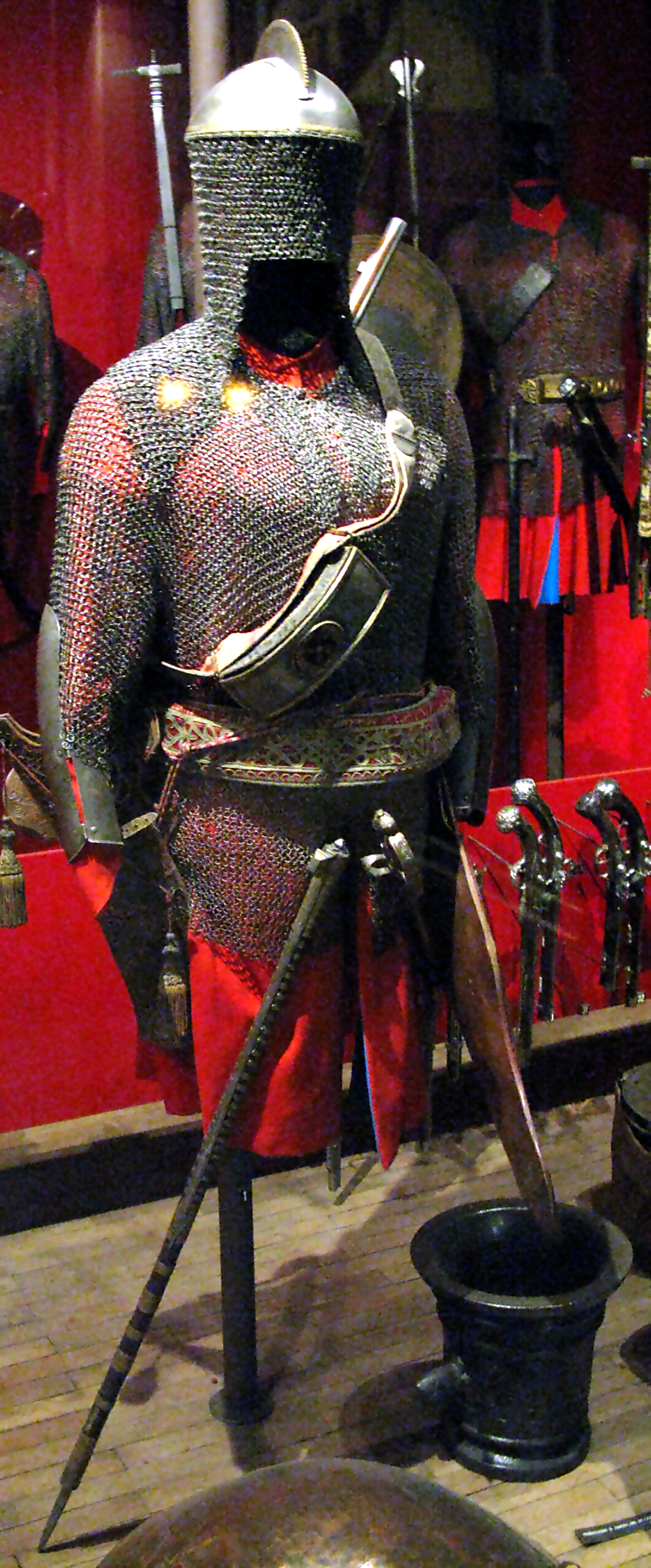
Uzbrojenie pancernego z XVII w. (Muzeum Wojska Polskiego w Warszawie).
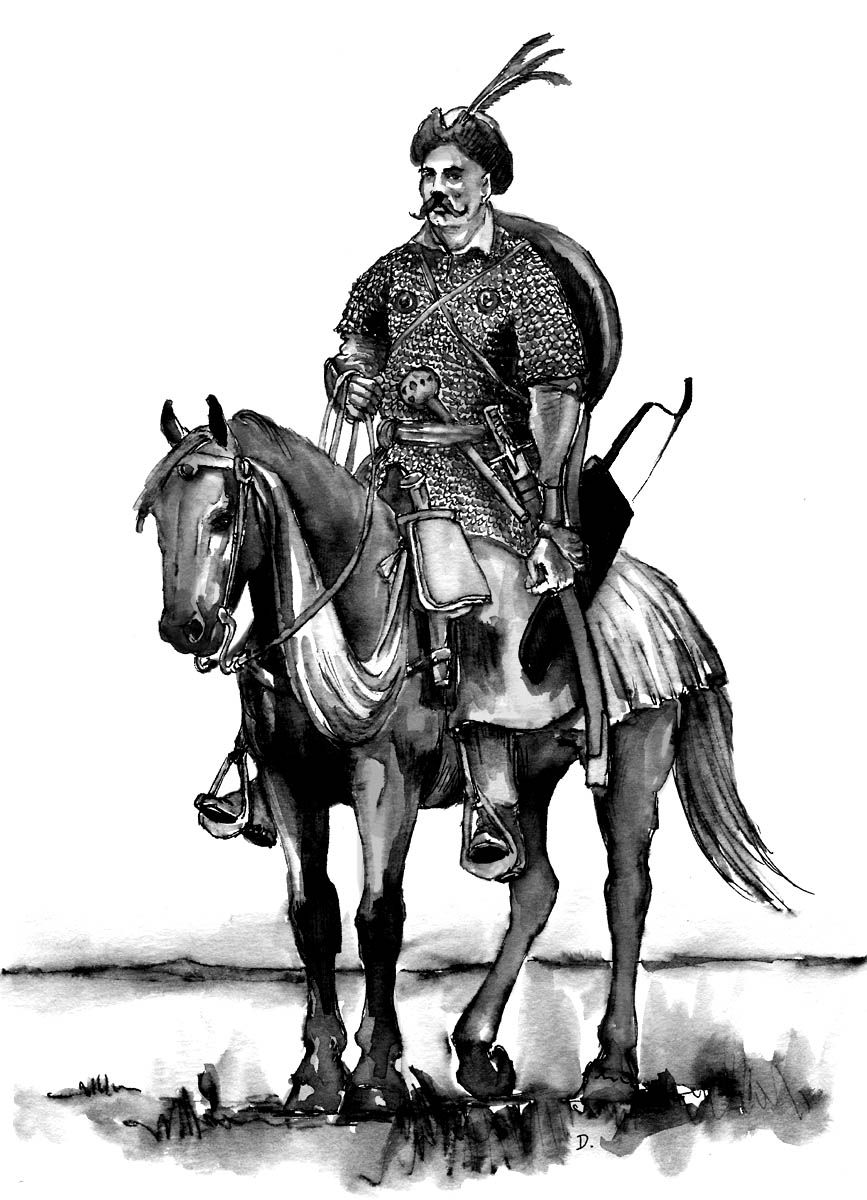
Towarzysz pancerny.
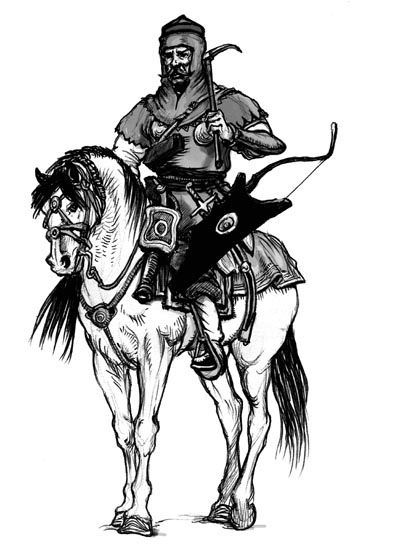
Pocztowy pancerny.
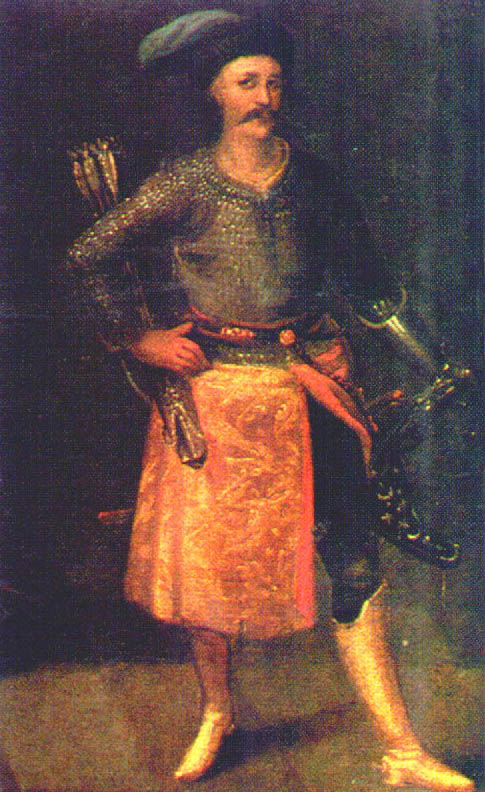
Towarzysz pancerny ze wzornika polskich strojów z lat (1610-1630)
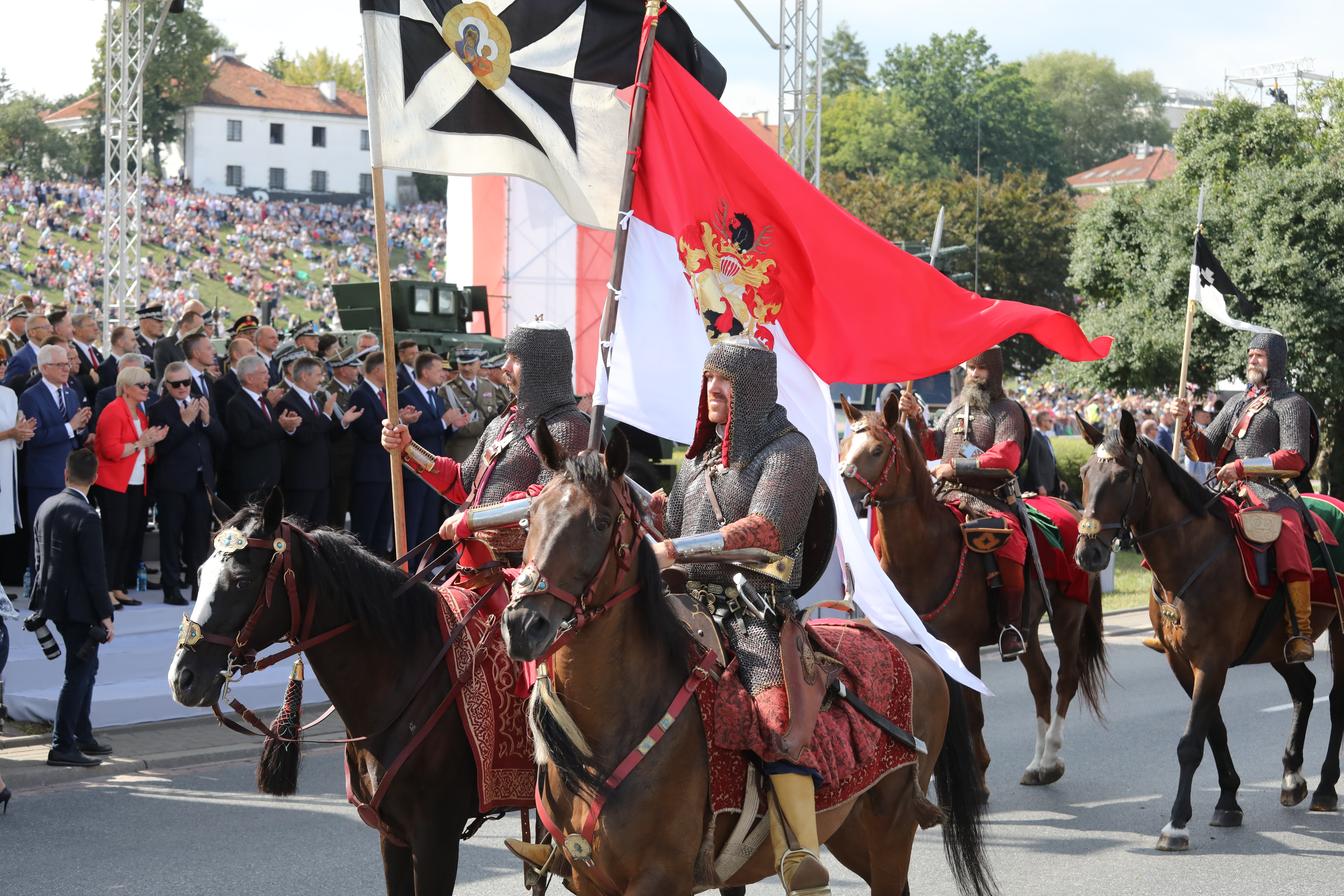
Rekonstruktorzy na defiladzie z okazji Święta Wojska Polskiego